# Marlon Ramsey
Marlon Ramsey (* 11. September 1974 in Galveston) ist ein ehemaliger US-amerikanischer Sprinter, der sich auf den 400-Meter-Lauf spezialisiert hatte.
Bei den Leichtathletik-Weltmeisterschaften 1995 in Göteborg gewann er die Goldmedaille in der 4-mal-400-Meter-Staffel. Die US-amerikanische Staffel siegte in der Aufstellung Marlon Ramsey, Derek Mills, Butch Reynolds und Michael Johnson in 2:57,32 min vor den Mannschaften Jamaikas (2:59,88 min) und Nigerias (3:03,18 min).
Marlon Ramsey ist 1,75 m groß und hatte ein Wettkampfgewicht von 66 kg. Er besuchte die Baylor University und wurde dort von Clyde Hart trainiert.

## Bestleistungen
- 400 m: 45,01 s, 9. Mai 1998, College Station